# Egodeismus
Egodeismus (lat. ego – já , deus – bůh) nebo také egosolismus (solis – slunce) znamená „sebezbožštění“. Je výrazem, užitým poprvé českým filosofem přelomu 19. a 20. století Ladislavem Klímou. Oba pojmy vycházejí z přesvědčení filosofa, že člověku nejsou nadřazena žádná etická, morální aj. kritéria, není nikomu odpovědný, a proto je v pozici naprosto svrchovaného jedince, který je sám sobě základní autoritou i měřítkem všeho. Klíma tvrdí, že každý atom má podíl na věčnosti a nesmrtelnosti, že není podstatného rozdílu mezi bděním a snem, ani mezi životem a smrtí, vše se vzájemně ruší a lidstvo provozuje životní hru, v níž nemůže nic ztratit ani získat. Tento lhostejný svět pak utváří podle své vůle a vtiskuje mu svou podobu suverénní individuum, „JÁ“, jež má k tomuto světu vztah jako všemocný bůh.